# Legenere valdiviana
Legenere valdiviana är en klockväxtart som först beskrevs av Rodolfo Amando Philippi, och fick sitt nu gällande namn av Franz Elfried Wimmer. Legenere valdiviana ingår i släktet Legenere och familjen klockväxter. Inga underarter finns listade i Catalogue of Life.